# Oberkirsbach
Oberkirsbach ist ein Wohnplatz in Oberodenthal in der Gemeinde Odenthal im Rheinisch-Bergischen Kreis.

## Lage und Beschreibung
Der Hof Oberkirsbach liegt auf der nördlichen Seite des Scherfbachtals oberhalb von Unterkirsbach in der Nähe des Kinderbergs. Nördlich vom Ort ist die Quelle des Selbachs, östlich die Quelle des Kirsbachs.

## Geschichte

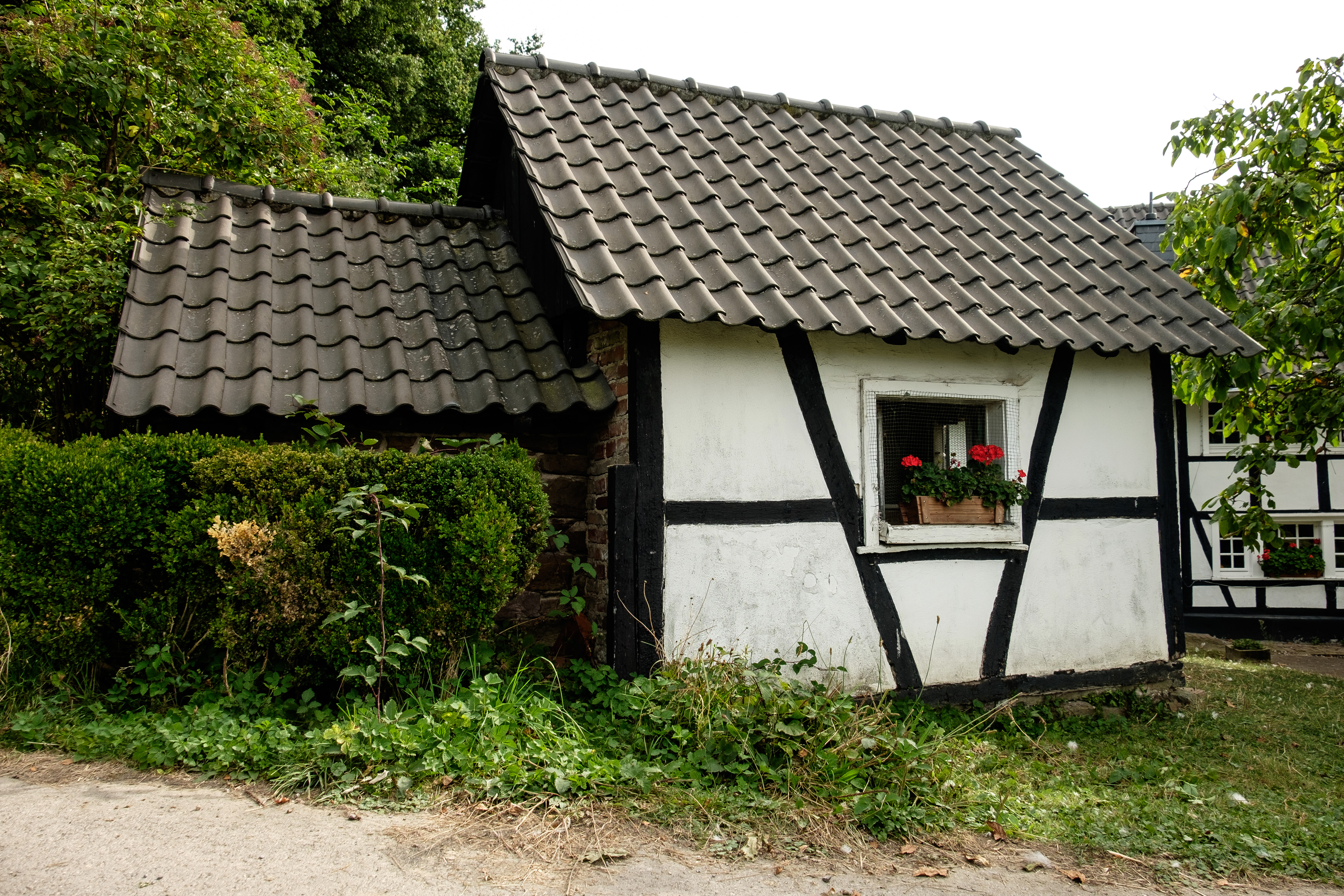
Backhaus in Oberkirsbach, eingetragen in der Liste der Baudenkmäler in Odenthal, Nr. 7.

Der Name rührt her von Kirs wie Kirschen. Ober- und Kirsbach waren als Lehngüter. 1399 gehörten sie zum Hofgericht Odenthal. Zu dieser Zeit war die Ortschaft Teil der Honschaft Scherf.
Die Topographia Ducatus Montani des Erich Philipp Ploennies, Blatt Amt Miselohe, belegt, dass der Wohnplatz 1715 als zwei Höfe kategorisiert wurde und mit o. Kirsbach bezeichnet wurde. Carl Friedrich von Wiebeking benennt die Hofschaft auf seiner Charte des Herzogthums Berg 1789 als Oberkirschbach. Aus ihr geht hervor, dass Oberkirsbach zu dieser Zeit Teil von Oberodenthal in der Herrschaft Odenthal war.
Unter der französischen Verwaltung zwischen 1806 und 1813 wurde die Herrschaft aufgelöst und Oberkirsbach wurde politisch der Mairie Odenthal im Kanton Bensberg zugeordnet. 1816 wandelten die Preußen die Mairie zur Bürgermeisterei Odenthal im Kreis Mülheim am Rhein.

Der Ort ist auf der Topographischen Aufnahme der Rheinlande von 1824 und auf der Preußischen Uraufnahme von 1840 als Oberkirsbach verzeichnet. Ab der Preußischen Neuaufnahme von 1892 ist er auf Messtischblättern regelmäßig als Oberkirsbach oder ohne Namen verzeichnet.

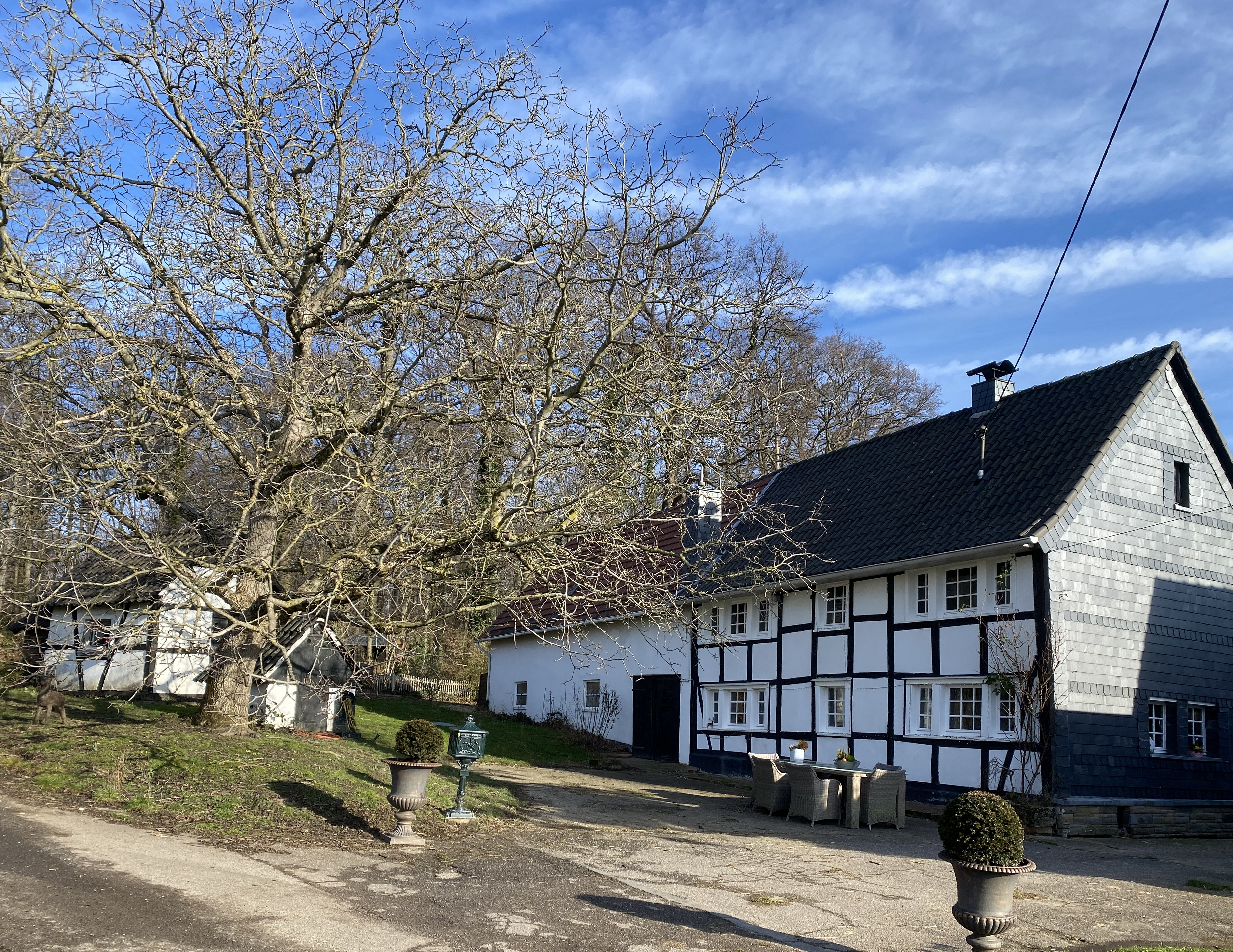
Hof Oberkirsbach

| Jahr | Einwohner | Wohngebäude | Kategorie  | Bemerkung             |
| ---- | --------- | ----------- | ---------- | --------------------- |
| 1830 | 58        |             | Ackergut   | genannt Kirsbach      |
| 1845 | 83        | 13          | Ackergüter | genannt Kirschbach    |
| 1871 | 22        | 4           | Hofstelle  |                       |
| 1885 | 14        | 5           | Wohnplatz  | genannt Ober Kirsbach |
| 1895 | 12        | 3           | Wohnplatz  | genannt Ober Kirsbach |
| 1905 | 22        | 3           | Wohnplatz  |                       |